# Травник (місто)
Тра́вник (хорв. Travnik) — місто в центральній частині Боснії і Герцеговини, адміністративний центр однойменного муніципалітету і столиця Середньобоснійського кантону Федерації Боснії і Герцеговини.
Розташований за 90 км на північний захід від Сараєва. Відоме як столиця османських візирів у 1686—1850 роках, а також своєю культурною спадщиною, датованою тим періодом.

## Населення
Станом на 2004 р. населення міста орієнтовно становить 26 510 жителів.
У 2005 р. більшість населення муніципалітету Травник складали боснійці (86 %), тоді як етнічні хорвати становили 14 %.
За даними Федерального управління статистики в муніципалітеті Травнік у 2009 р. проживає 55 000 мешканців.

## Історія

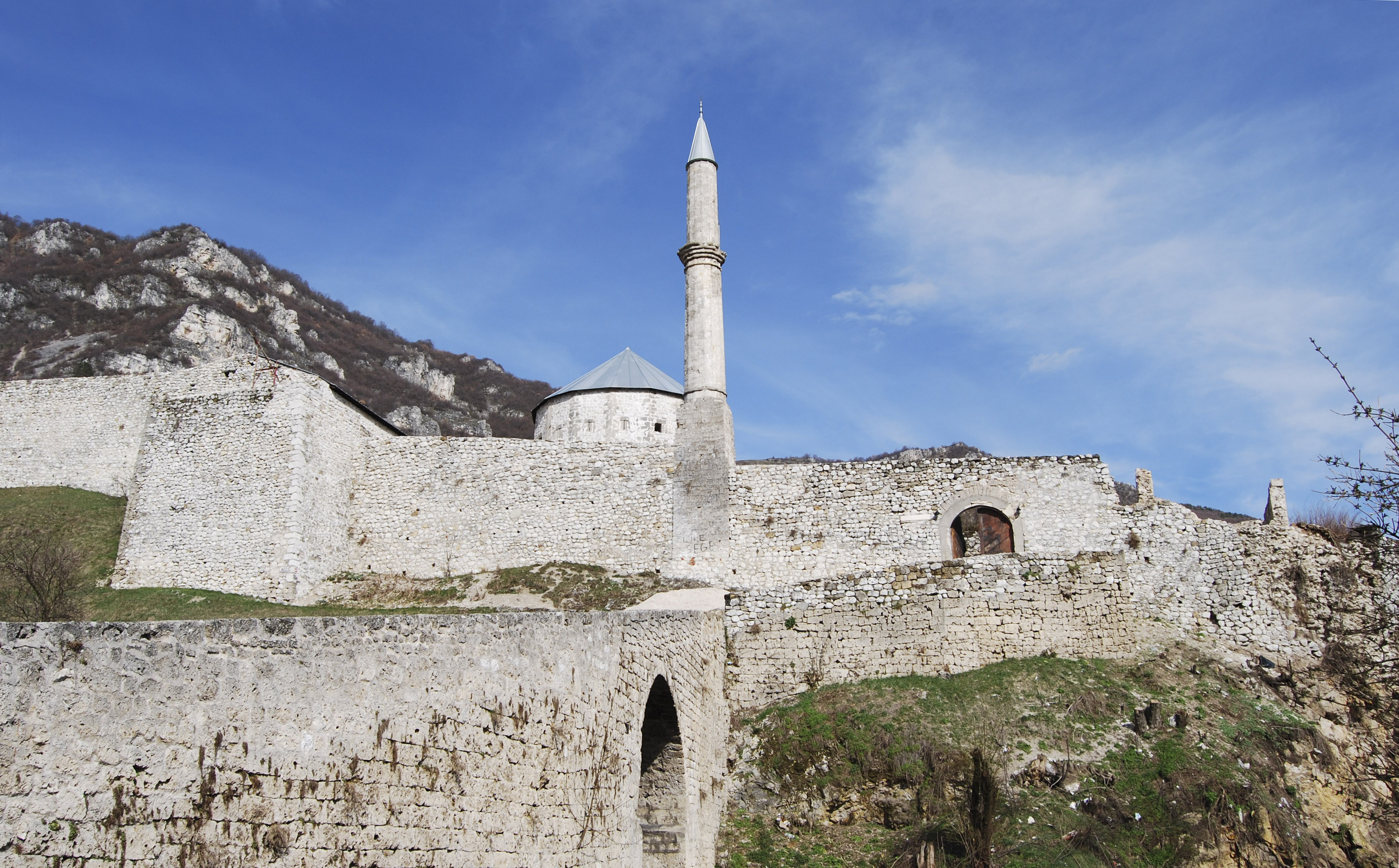
Нинішній вигляд Травницької твердині

Сліди поселень на території Травника сягають у далеку минувшину, коли кельти, іллірійці і римляни відмивали золото з Лашви, але перша письмова згадка про Травник датується 1463 роком, коли через нього проходив султан Мехмед II Ель-Фатіх під час свого походу на столицю Боснійського королівства Яйце.
Впродовж середньовіччя Травник належав до володінь герцога Хрвоє Вукчича Хрватинича. У другій половині ХІ століття було збудовано Старе місто — фортецю, яка сьогодні височіє над Травником.
Під Османським ярмом Травник перетворився на центр торгівлі і ремесел, а в XVII столітті став місцем перебування боснійського візира. У 1806 році Франція відкриває в Травнику своє посольство, а в 1807 році її приклад наслідує і Австро-Угорщина.
Після захоплення Боснії та Герцеговини Австро-Угорщиною Травник розвивається в західному стилі, побудовано гімназії, залізниці, проведено електрику, а 1890 р. дуже короткий проміжок часу діє теологічний факультет, фактично перша вища школа в новій історії Боснії.
Територія муніципалітету Травник стала місцем етнічної чистки, скоєної бійцями АРБіГ проти місцевих корінних хорватів 8 червня 1993 року, коли було вбито 37 хорватів у селі Малине.

## Відомі особистості
У поселенні народились:
- Младен Соломун (нар. 1975) — діджей та музичний продюсер.
- Владимир Райчевич (нар. 1949) — сербський шахіст.